# Kongō (croiseur, 1911)
Pour les articles homonymes, voir Kongō.
Le Kongō (金剛) est un croiseur de bataille de la classe du même nom construit pour la marine impériale japonaise. Il tient son nom du Mont Kongō, une montagne sur l'île de Honshū, dans la préfecture d'Osaka. Il est mis en service en 1912.

## La construction

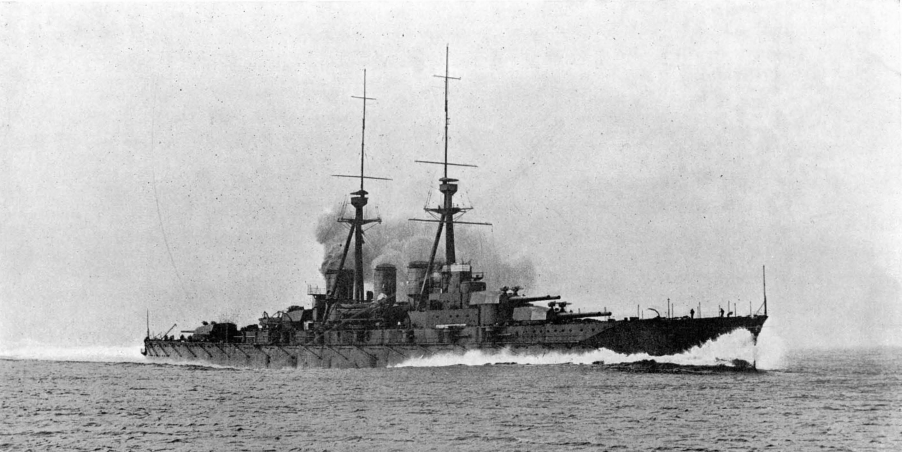
Le Kongō dans sa première configuration, avant 1927.

Durant les débats de la diète de 1909, la décision de construire des croiseurs de la classe invincible est prise. Le premier sera construit en Angleterre et les suivants au Japon. Par rapport à cette classe, les Japonais demandent quelques modifications : le renforcement de l'armement principal et secondaire. Les essais eurent lieu en Mer d'Irlande en avril 1913. Il fut transféré vers le Japon le 28 août 1913. Il sera inspecté à Kure en janvier 1914.

## La Première Guerre mondiale
Le Japon déclare la guerre à l'Allemagne le 23 août 1914. Le Kongō est transféré à la 3e escadre de ligne de la 1re flotte. Il effectue des patrouilles du côté de Midway. Le Kongō est transféré à nouveau vers à la 1re escadre de la 1re Flotte en septembre 1914 et navigue en mer de Chine. Puis, il est mis en réserve jusqu'en 1917. Le gouvernement britannique demande l'envoi des quatre navires de la classe Kongō à Scapa Flow pour contrer la flotte allemande. Le gouvernement japonais refuse. Il passe le reste de la guerre à servir de base d'hydravions.

## L'entre deux guerres

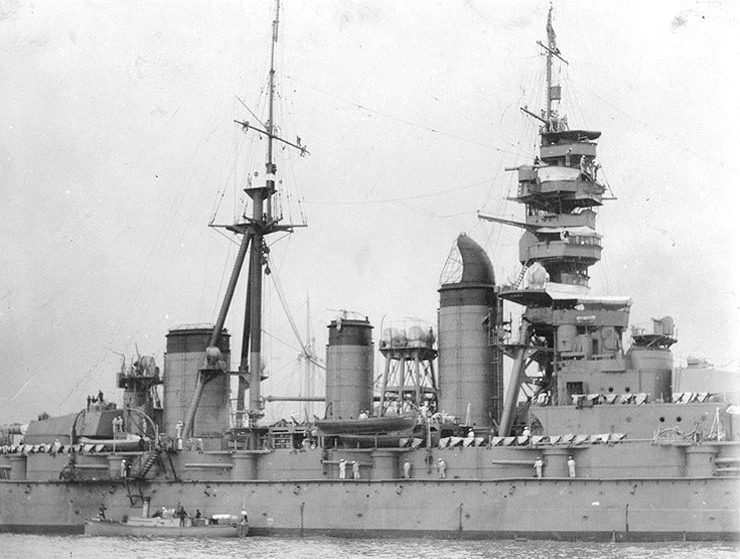
Le Kongo avec son capot de cheminée caractéristique dans le milieu des années 1920

En avril 1919, il entre en carénage pour avoir un nouveau système d'inondation de soute. Le 12 avril 1923, il accueille le Prince Hirohito et le Prince Hiroyoshi Fushimi pour une tournée d'inspection à Formose. En 1924, on modifie l'élévation des pièces principales pour augmenter leurs portées.

### 1rerefonte
Le Kongo est entièrement refondu de septembre 1929 à mars 1931.

Il reçoit un mat « pagode », trois hydravions. L'épaisseur du pont blindé est augmentée. On retire 4 tubes lance-torpilles et 4 canons de 76,2 mm. Le navire sort du chantier le 31 mars 1931. Il est reclassé cuirassé.
En janvier 1935, le Kongō reçoit la visite de l'attaché naval allemand.

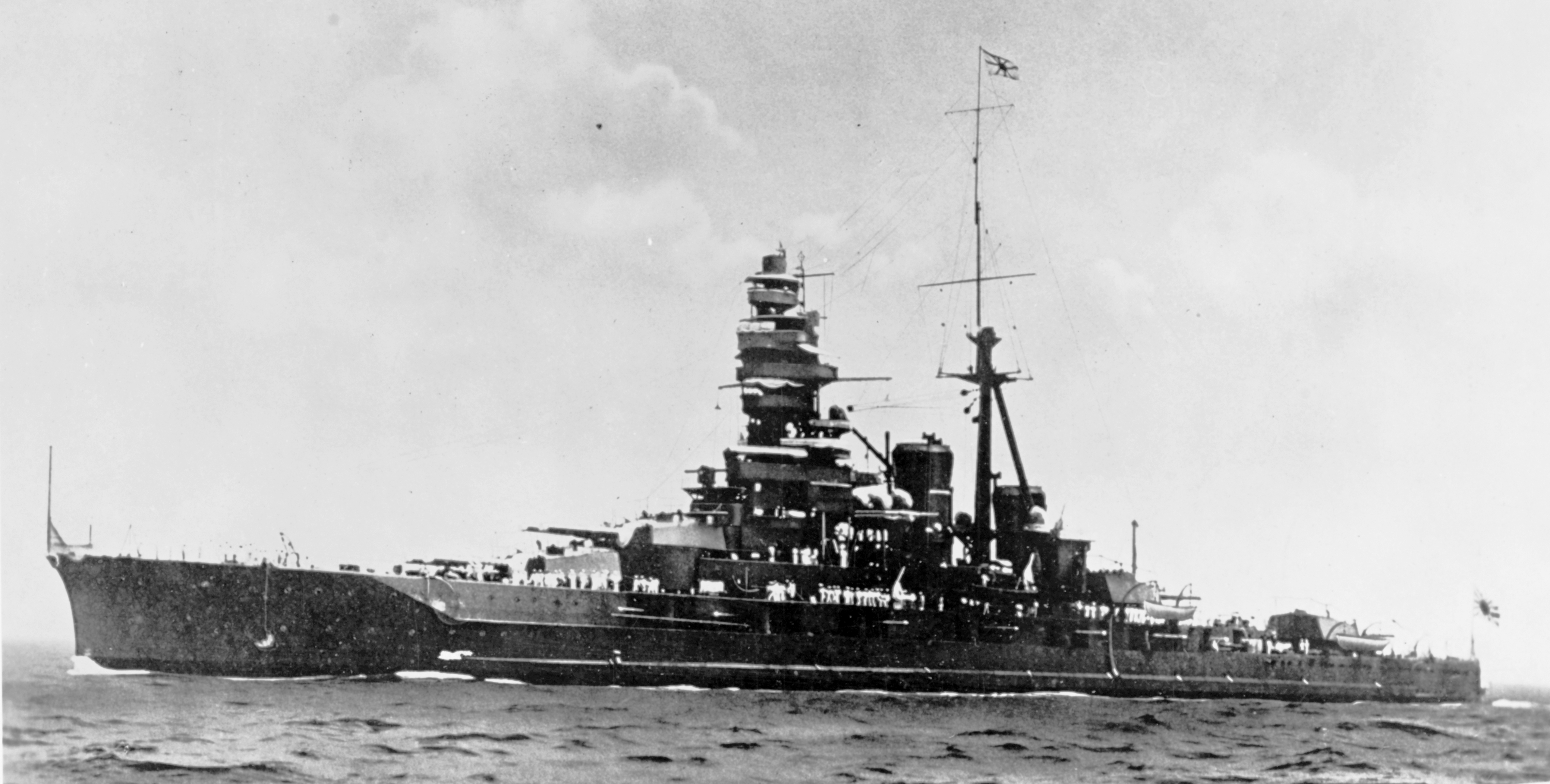
Kongō en 1931

### 2erefonte
De janvier 1936 à janvier 1937, il entre à nouveau en carénage pour permettre une élévation supplémentaire des canons de 356 mm (portée de 35 450 m au lieu de 25 000 m au départ) et des canons de 152 mm. Son armement DCA est renforcé avec l'ajout de 8 canons de 127 mm, de 10 canons antiaériens de 25 mm Type 96 et 8 de 13,2 mm.
Pour assurer l'accroissement prévu de la vitesse, la coque a été allongée de 7 mètres, pour garder le même ratio longueur/largeur, après l'adjonction des bulges lors de la première modernisation, le nombre des chaudières a été réduit de seize à huit (onze sur le Haruna) construites par le Département technique de la marine impériale japonaise (Kampon). Toutes chauffées au mazout, elles alimentaient quatre groupes de turbines également Kampon, développant 136 000 ch, ce qui a ramené le poids des machines à 2 929 t, tout en portant la vitesse maximale à un peu plus de 30 nœuds.
Il participe au bombardement de Fuzhou le 13 avril 1938 lors de la guerre sino-japonaise.

## La Seconde Guerre mondiale

### 1941
Le Kongõ avec le Haruna sont chargés de protéger l'invasion de la Malaisie et des Philippines. Ils appareillent le 29 novembre 1941 vers le sud de la mer de Chine. Le 9 décembre, une flotte britannique (force Z) est repérée. Elle comprend le cuirassé britannique de la Royal Navy  HMS Prince of Wales et le croiseur de bataille  HMS Repulse. Le Kongõ et le Haruna, soutenus par les croiseurs Suzuya, Mikuma, Mogami, Kumano, Atago et Takao sont chargés de les intercepter. L'aviation japonaise parvient à les couler avant que les navires de guerre n'arrivent à leurs contacts.

### 1942
Le Kongõ toujours avec le Haruna se dirige vers Palaos en janvier 1942 pour participer à la conquête des Indes Néerlandaises. Après avoir bombardé l'ile Christmas, Le Kongõ prend part au raid sur Ceylan en avril 1942 puis part pour Midway dans l'escadre de couverture sans engagement significatif. Il fait une série d'allers-retours entre le Japon et Truk. Il est attaqué par des bombardiers le 14 septembre 1942 sans succès. En octobre, le Kongõ bombarde le terrain d'aviation de Gualdalcanal puis participe à la bataille des îles Santa Cruz. Il couvre le nord des Salomon pendant la bataille navale de Guadalcanal.

### 1943
En début d'année 1943, il couvre les forces qui évacuent Guadalcanal lors de l'opération Ke puis retourne à Truk. En mai, les Américains débarquent dans les îles Aléoutiennes. En mai, Le Kongõ et deux autres cuirassés (Haruna et Musashi) appareillent pour intercepter la flotte adverse sans succès. En septembre, à la suite du raid de Makin, une flotte comprenant le Kongõ tente de trouver les navires ennemis toujours sans succès. En octobre, les avions de l’USS Yorktown effectue un raid sur l'atoll de Wake. La flotte précédente tente encore l'interception sans réussir.

### 1944

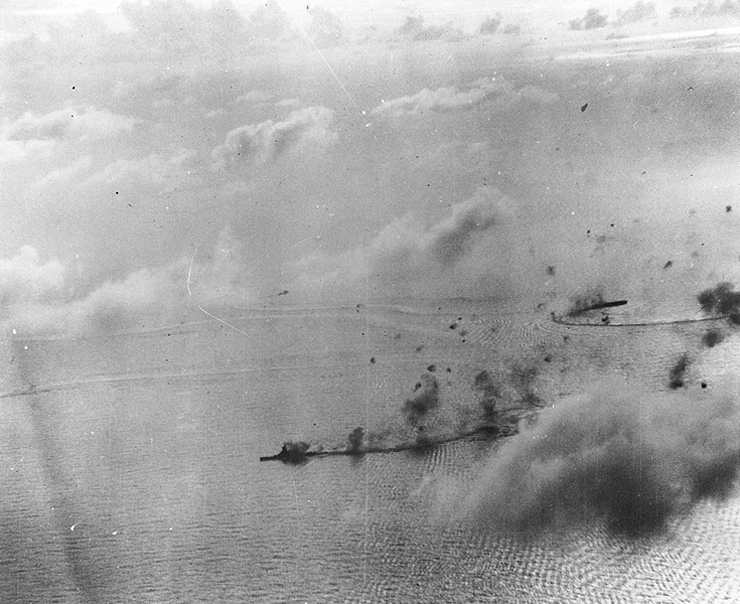
Le Kongō attaqué durant la bataille de la mer des Philippines, 20 juin 1944

Le Kongõ est basé à Tokuyama. En juin 1944, l'opération A-Go est décidée afin d'empêcher les américains de débarquer sur Saipan dans les îles Mariannes. Les Américains se dirigent maintenant vers les Philippines. Le Kongõ n'est pas endommagé malgré la défaite. En octobre 1944, le Kongõ toucha le porte-avions d'escorte USS Gambier Bay lors de la bataille du golfe de Leyte. Lors de la retraite, le cuirassé fut endommagé par les bombes lancées par des Helldivers.

Des réparations étant nécessaires, un retour au Japon est envisagé. Le 20 novembre, l'USS Sealion s'approcha du Kongõ et le toucha de deux torpilles. Malgré les dégâts, il navigua encore 3 heures avant de chavirer et couler. 237 marins furent sauvés.